# وایسباخ (تورینگن)
وایسباخ (به آلمانی: Weißbach) یک شهر در آلمان است که در زاله‌هلتسلاند واقع شده‌است. وایسباخ ۱۲۴ نفر جمعیت دارد.